# Liten randkaktus
Liten randkaktus (Copiapoa humilis) är en art inom randkaktussläktet och familjen kaktusväxter, som har sin naturliga utbredning i Chile.

## Beskrivning
Liten randkaktus är en klotformad, tillplattat klotformad eller kort cylindrisk kaktus som vanligtvis bildar tuvor. Varje huvud blir 3 till 10 centimeter i diameter och olivgröna till bruna i färgen. De är uppdelade i 9 till 17 åsar som vanligtvis är uppdelade i 5 till 15 millimeter höga vårtor. på vårtorna sitter 1 till 3, raka eller krökta, centraltaggar som blir 1 till 3,5 centimeter långa. Runt dessa finns 7 till 13 bakåtböjda radiärtaggar som blir 0,8 till 2,5 centimeter långa. Blommorna är gula och blir 2,5 till 4 centimeter i diameter. Frukten blir 0,8 centimeter i diameter.

## Underarter
C. humilis ssp. humilis
Huvudartens växtkropp blir 3 till 9 centimeter i diameter och är indelad i 10 till 14 åsar. Den har 1 till 4 centraltaggar och 7 till 13 radiärtaggar. Blomman blir 3 till 4 centimeter i diameter.
Dvärgrandkaktus, C. humilis ssp. tenuissima, (D.R.Hunt) D.R.Hunt 2003
Underarten tenuissima har en tillplattad kropp som blir 2 till 4 centimeter i diameter. Den är uppdelad i 13 till 16 åsar. Längs åsarna sitter vanligtvis ingen centraltagg, men 8 till 14 radiärtaggar som blir 3 till 6 millimeter långa. Blomman blir 2 till 2,6 centimeter i diameter.
C. humilis ssp. tocopillana (F.Ritter) D.R.Hunt 2002
Underarten tocopillana är klotforma till utdraget klotformad och är blågrön till grågrön i färgen. Den är uppdelad i 7 till 14 vårtindelade åsar som blir 4 till 8 millimeter höga. På vårtorna sitter mer eller mindre raka, svarta eller bruna, taggar. Dessa består av 1 till 4 centraltagger som blir 10 till 30 millimeter långa. Runt dessa sitter 10 till 12 radiärtaggar som blir 10 till 25 millimeter långa. Blommorna är citrongula och cirka 2,5 centimeter i diameter. Frukten är rödaktig eller brungrön då den är mogen.
C. humilis ssp. varispinata (F.Ritter) D.R.Hunt 2002
Underarten varispinata tuvar sig ofta, är utdraget klotformad och blir 4 till 7 centimeter i diameter. Den är uppdelad i 14 till 22 vårtindelade åsar som blir mellan 4 och 6 millimeter höga. Taggarna är raka och bruna som unga, senare askgrå. De består av 5 till 10 centraltaggar som blir 5 till 10 millimeter långa. Runt dessa sitter 10 till 15 radiärtaggar som blir 3 till 10 millimeter långa. Blommorna blir 2,5 centimeter i diameter. De är svavelgula till färgen, men de yttre kronbladen har röda spetsar.

## Synonymer
C. humilis ssp. humilis
Echinocactus humilis Phil. 1860
Copiapoa paposoensis F.Ritter 1980
C. humilis ssp. tenuissima
Copiapoa tenuissima F.Ritter 1963
Copiapoa humilis var. tenuissima (F.Ritter) G.J.Charles 1998, nom. inval.
Copiapoa hypogaea ssp. tenuissima D.R.Hunt 2002
C. humilis ssp. tocopillana
Copiapoa tocopillana F.Ritter 1980
Copiapoa humilis var. tocopillana (F.Ritter) G.J.Charles 1998
C. humilis ssp. varispinata
Echinocactus conglomerata Phil. 1860
Copiapoa varispinata F.Ritter 1980